# Raphitoma leufroyi
Raphitoma leufroyi là một loài ốc biển, là động vật thân mềm chân bụng sống ở biển thuộc họ Conidae.

## Hình ảnh

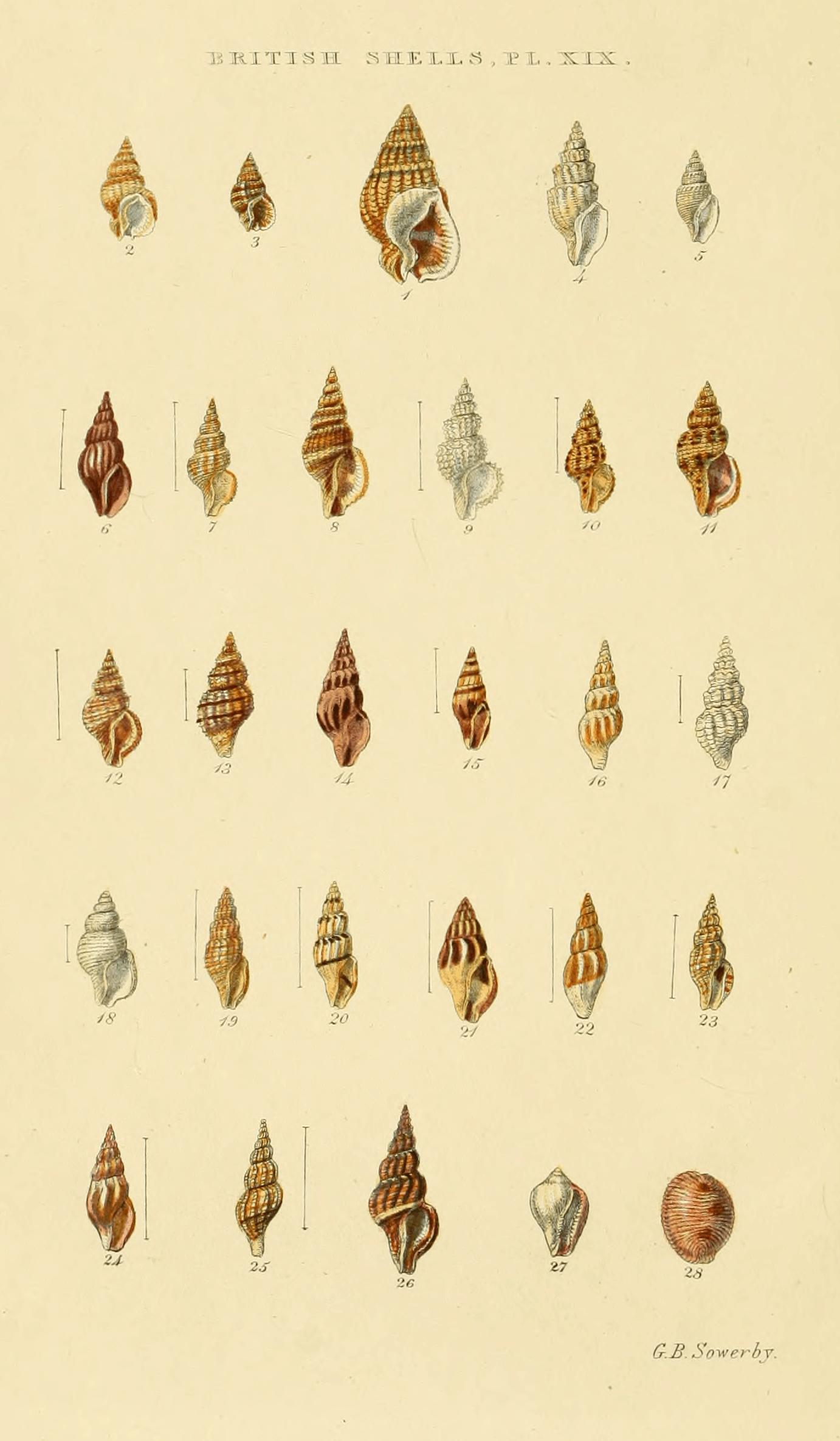